# Felipe Castañeda
Felipe Castañeda, auch bekannt unter dem Spitznamen La Marrana (span. in etwa für Das Kampfschwein), ist ein ehemaliger mexikanischer Fußballtrainer und -spieler auf der Position des Torwarts.

## Leben

### Als Spieler
„La Marrana“ Castañeda gewann mit dem CD Marte die letztmals offiziell auf Amateurbasis ausgetragene Fußballmeisterschaft von Mexiko in der Saison 1942/43, in der Castañeda auch als bester Torhüter Mexikos galt.
Vermutlich 1949 wechselte er zum CD Veracruz, mit dem er in der Saison 1949/50 die Meisterschaft der 1943/44 eingeführten Profiliga gewann. Bei den Tiburones Rojos spielte er noch bis mindestens 1951.

### Als Trainer
1952 wurde er als Trainer des CD Irapuato verpflichtet, den er in der Saison 1953/54 zum Gewinn der Zweitligameisterschaft und somit zum Aufstieg in die Primera División führte. Wie ein Großteil der Mannschaft fiel auch Castañeda dem Personalkarussell zum Opfer, das das Management der Freseros veranstaltete, um die Mannschaft „erstligatauglich“ zu machen. „La Marrana“ wurde durch Alfredo Costa, einen früheren Spieler des Club León, ersetzt.
Später war Castañeda als Trainer unter anderem beim CD Zamora (1965/66), beim CF Torreón (1966/67), beim San Luis FC (1968) sowie beim Querétaro FC, beim CF Laguna und beim CF Pachuca im Einsatz.

## Erfolge

### Als Spieler
- Mexikanischer Meister: 1942/43 (mit Marte), 1949/50 (mit Veracruz)

### Als Trainer
- Mexikanischer Zweitligameister: 1953/54 (mit Irapuato)